# Spoy (Côte-d’Or)
Spoy ist eine französische Gemeinde mit 391 Einwohnern (Stand: 1. Januar 2022) im Département Côte-d’Or in der Region Bourgogne-Franche-Comté (vor 2016 Bourgogne). Sie gehört zum Arrondissement Dijon und zum Kanton Is-sur-Tille. Die Einwohner werden Spoyennes genannt.

## Geographie
Spoy liegt rund 19 Kilometer nordnordöstlich von Dijon an der Tille. Nachbargemeinden sind Lux im Norden, Beire-le-Châtel im Süden und Osten, Brognon im Süden, Flacey im Südwesten sowie Pichanges im Westen und Nordwesten.
Durch die Gemeinde führt die Autoroute A31. 

## Bevölkerungsentwicklung
| Jahr                       | 1962 | 1968 | 1975 | 1982 | 1990 | 1999 | 2006 | 2013 | 2019 |
| Einwohner                  | 208  | 182  | 191  | 228  | 246  | 244  | 284  | 318  | 399  |
| Quellen: Cassini und INSEE |      |      |      |      |      |      |      |      |      |

## Sehenswürdigkeiten

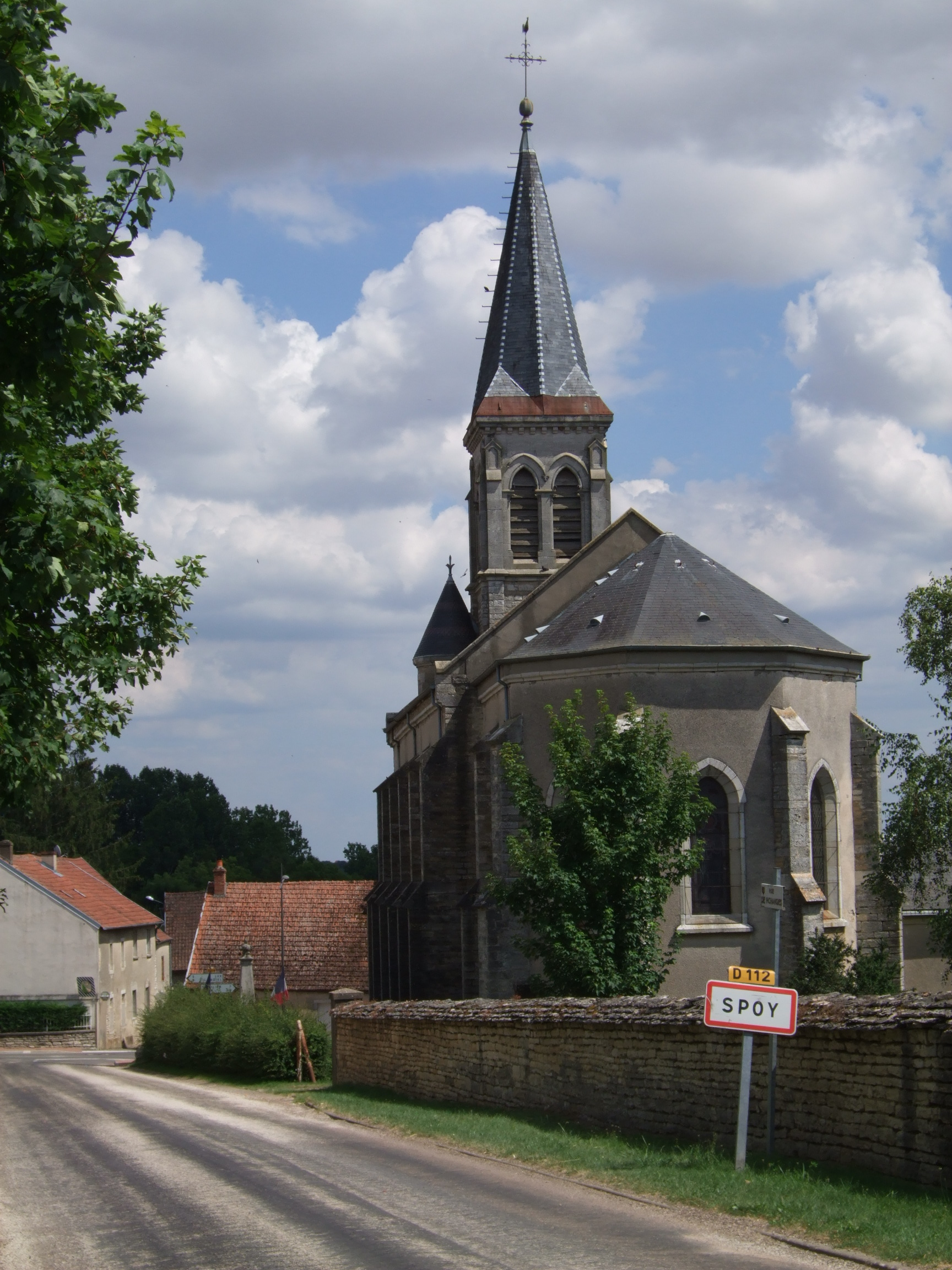
Kirche

- Kirche aus dem 19. Jahrhundert